# مير يوسف العليا (بشت أربابا)
میر یوسف العلیا (بالفارسية: میریوسف علیا) هي قرية تقع في إيران في قسم بشت أربابا الريفي. يقدر عدد سكانها بـ 97 نسمة بحسب إحصاء 2016.